# Divisão Azul
A 250. Einheit spanischer Freiwilliger da Wehrmacht, mais conhecida como a Divisão Azul (Blaue Division, para o exército alemão), foi uma unidade de voluntários espanhóis e portugueses e que foi constituída em 1941 com o objectivo de apoiar o exército Nazi a combater o comunismo e a União Soviética.
A União Soviética tinha tido uma participação militar significativa na Guerra Civil Espanhola, apoiando o bando republicano e muitos voluntários quiseram prolongar o seu combate contra o comunismo, desta feita em solo Soviético. 
A divisão contou com a participação de voluntários das mais diversas nacionalidades, incluindo russos, franceses, italianos, belgas, argentinos, cubanos, etc.  
Em Portugal, embora alguns sectores da opinião pública com sentimentos anticomunistas tenham nutrido algumas simpatias pela Divisão Azul, segundo o historiador Carlos Caballero o sempre extremamente prudente Presidente do Conselho, António de Oliveira Salazar, conseguiu dominar os sectores mais radicais e evitar a formação de uma unidade portuguesa. Não obstante, combateram na Divisão Azul cerca de centena e meia de voluntários portugueses, mas estes eram sobretudo portugueses com raízes em Espanha e que já tinham combatido no lado franquista na divisão Viriatos durante a Guerra Civil Espanhola; combateram integrados nas fileiras espanholas e em nenhum momento criaram qualquer tipo de subunidade com identidade própria..

## Origem
Ainda que a Espanha não tenha aderido oficialmente à II Guerra Mundial do lado da Alemanha nazi, o general Francisco Franco permitiu que voluntários se incorporassem ao exército alemão. Deste modo, podia manter a neutralidade espanhola enquanto, simultaneamente, recompensava Hitler por sua ajuda durante a Guerra Civil Espanhola. O Ministro de Assuntos Exteriores da época, Ramón Serrano Súñer, sugeriu a criação de um corpo voluntário, no princípio da Operação Barbarossa, e Franco enviou uma oferta oficial da ajuda a Berlim. Hitler aprovou o uso de voluntários espanhóis em 24 de junho de 1941. Os voluntários se apresentaram nos locais de alistamento de todas as áreas metropolitanas da Espanha. Os cadetes da Escola de Oficiais de Zaragoza se ofereceram voluntariamente em grande número.
Inicialmente, o governo espanhol se preparou para enviar cerca de 4.000 homens, mas mudou de ideia ao descobrir que havia voluntários suficientes para formar uma divisão completa (18.104 homens, dos quais 2.200 eram oficiais e o resto soldados). Segundo estimativas do embaixador alemão, era possível formar 40 divisões nesta convocação. Cinquenta por cento dos oficiais e soldados eram militares de carreira, muitos deles falangistas veteranos da Guerra Civil e estudantes das distintas universidades. O general Agustín Muñoz Grandes foi o designado para conduzir os voluntários, contudo, posteriormente foi Emilio Esteban Infantes quem o substituiu.
Como os soldados não podiam utilizar o uniforme do exército espanhol, adotaram um uniforme simbólico que abrangia as boinas vermelhas dos carlistas, as calças de cor caqui usadas na Legião e as camisas azuis dos falangistas, por causa disso começou-se a chamar Divisão Azul. Este uniforme peculiar era utilizado unicamente durante o trabalho na Espanha; no campo de batalha, os soldados usaram o uniforme cinza da Wehrmacht, ligeiramente modificado para mostrar na parte superior da manga direita a palavra «España» e as cores nacionais espanholas.

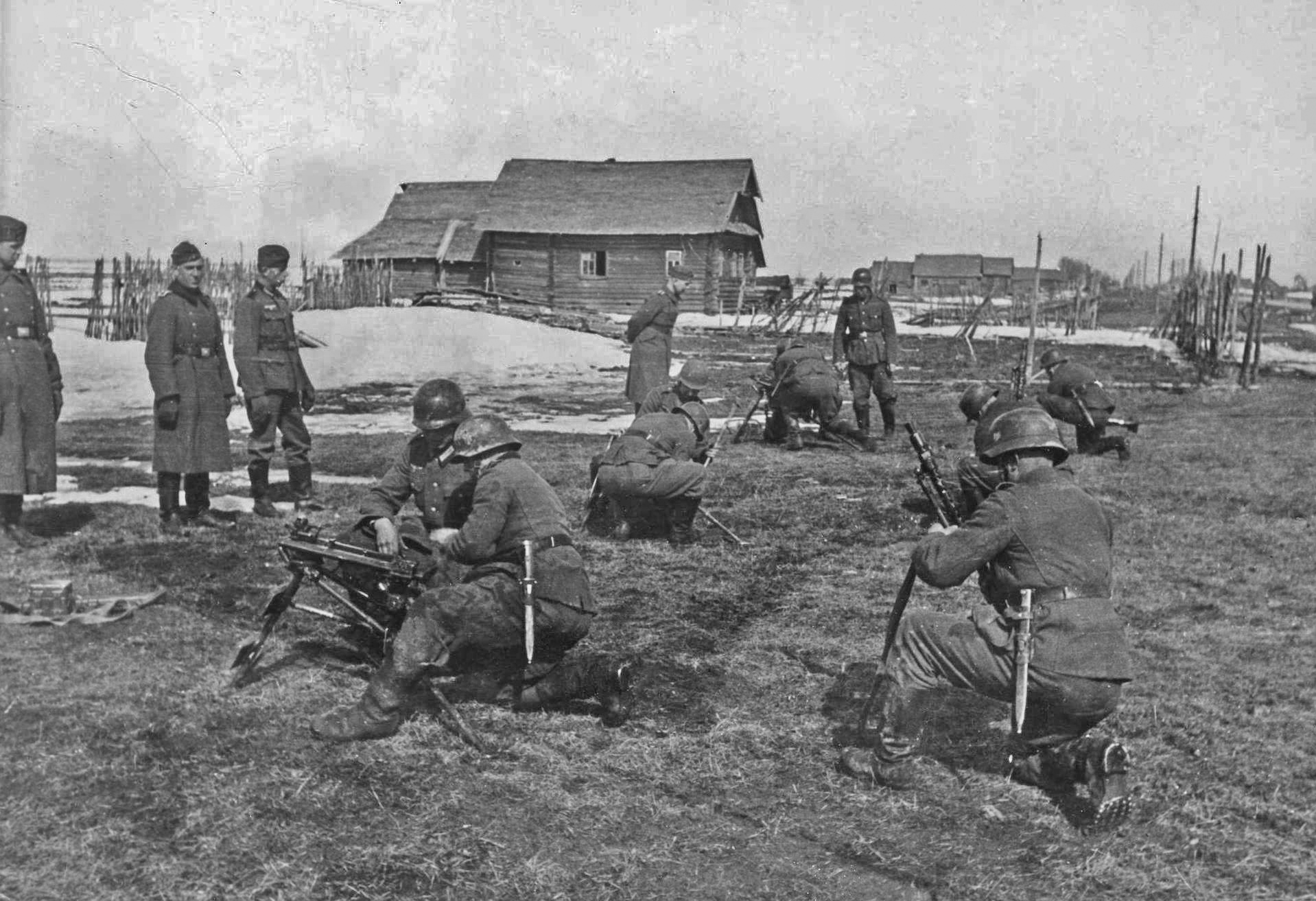
Soldados da divisão são instruídos no uso de metralhadoras pesadas, 30 de abril de 1942

Em 13 de julho de 1941 saiu de Madrid para Grafenwöhr (Baviera) o primeiro trem de voluntários para passar cinco semanas de instrução. O corpo formado por estes voluntários ganhou a denominação de "250. Einheit spanischer Freiwilliger" Divisão de Infantaria do exército alemão, e foi dividido inicialmente em quatro regimentos de infantaria. Para se adequar à organização padrão do exército alemão, um dos regimentos foi eliminado, e seus efetivos se reintegraram nos três restantes. Os regimentos tomaram o nome das três cidades espanholas de onde procedia a maioria dos voluntários: Barcelona, Valência e Sevilha. Cada regimento tinha três batalhões, formados por quatro companhias cada um, assim como um regimento de artilharia dotado de três baterias de 150 mm e de uma bateria pesada de reforço.
Os aviadores voluntários formaram a Esquadrilha Azul, a qual, a bordo de aviões Bf 109s e FW 190s, foi creditada com 156 derrubadas de aviões soviéticos.
Em 20 de agosto, após fazer o juramento (que foi modificado especialmente para mencionar a luta contra o comunismo), a Divisão Azul foi enviada à frente russa. Foi transportada por trem a Suwalki, Polônia, de onde tiveram de continuar a pé. Depois de avançar até Smolensk, se dispersou no assédio de Leninegrado, onde passou a formar parte do XVI Exército alemão.

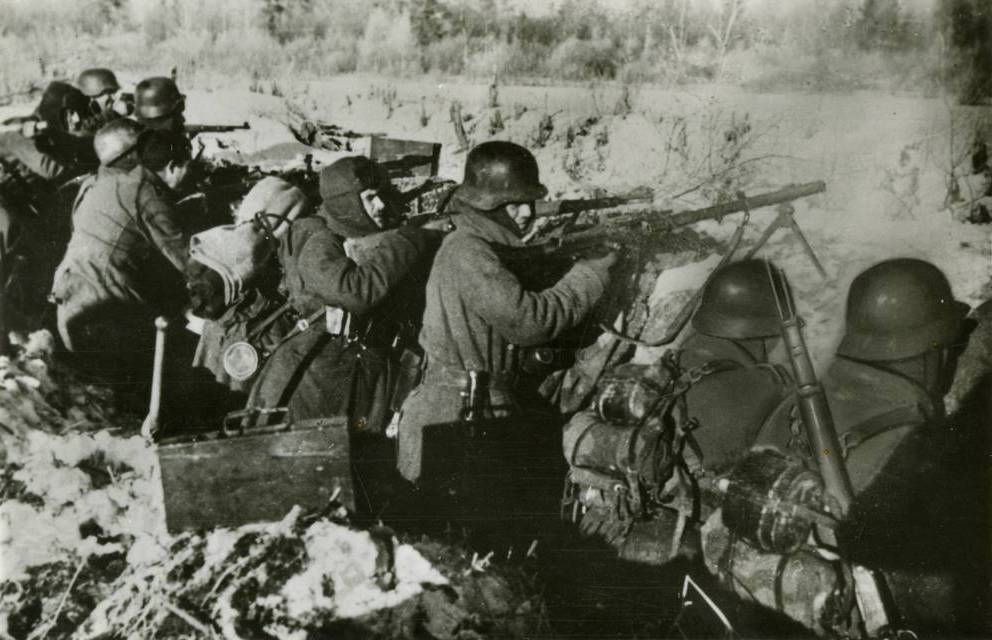
Soldados da Divisão Azul no posto de Prokrowskaja, URSS

## Entrada em combate
A Divisão Azul sofreu fortes perdas na batalha em Leninegrado, devido tanto ao combate quanto à ação do frio. A partir de maio de 1942 começaram a chegar da Espanha mais efetivos para cobrir as baixas e substituir os combatentes feridos. Até 46.000 voluntários serviram na frente do Leste, dos quais cerca de 24.000 eram recrutas. Muitos deles foram condecorados pela ação e valor tanto pelo exército espanhol quanto pelo alemão.
Depois da queda da frente em Stalingrado, a situação mudou e mais tropas alemãs foram deslocadas em substituição das espanholas. Isto coincidiu com a mudança no comando da divisão, que foi designada ao general Emilio Esteban Infantes. Eventualmente os aliados começaram a exercer pressão sobre Franco para que retirasse as tropas voluntárias. As negociações iniciadas por ele, no fim de 1943, foram concluídas com uma ordem de repatriação gradual em 10 de outubro.
O número de perdas da Divisão Azul se elevou a 4.954 mortos e 8.700 feridos. Além disso, as forças russas fizeram 372 prisioneiros dessa divisão, da Legião Azul ou dos voluntários da SS 101, conhecidos como a Spanische Freiwilligen Kompanie. Desses, 286 foram mantidos em cativeiro até 1954, quando voltaram para a Espanha no navio Semíramis, fretada pela Cruz Vermelha (em 2 de abril de 1954).

## Os últimos espanhóis nas filas do III Reich
Alguns soldados espanhóis rejeitaram regressar (entre 1.500 e 3.000 homens). Houve também voluntários espanhóis em outras unidades alemãs, principalmente nas Waffen-SS, e outros voluntários atravessaram a fronteira espanhola furtivamente por Lourdes, no sul da França. As novas unidades foram chamadas coletivamente para a Legião Azul. Os espanhóis continuavam sendo inicialmente parte da 121 Divisão de Infantaria, mas ainda assim se ordenou a repatriação desta unidade em março de 1944, sendo transportada de novo para a Espanha no dia 21.
O restante dos voluntários foram reagrupados em outras unidades alemãs, como a 3ª Divisão de Montanha e a 357 Divisão de Infantaria. Outra unidade foi enviada à Letônia. Duas companhias se unificaram com o regimento dos Brandemburgueses e a 121 Divisão alemã na Iugoslávia para lutar contra os partisanos de Tito. Cinquenta espanhóis entraram nos Pirenéus para combater a resistência francesa. A 101 companhia Spanische Freiwilligen Kompanie der SS 101, de 140 homens, composta por quatro pelotões de fuzileiros e um pelotão de oficiais, foi unida à 28ª Divisão de Voluntários Granadeiros Valões da SS, lutando em Pomerânia contra o exército soviético.
Mais adiante, como parte da 11 Divisão voluntária Nordland dos SS Panzergrenadier e sob o comando do SS-Haupsturmführer Miguel Ezquerra, lutaram os últimos dias da guerra contra tropas soviéticas na batalha de Berlim. A contribuição militar da Divisão Azul foi extraordinária em comparação com sua força, como pode testemunhar a quantidade de medalhas e condecorações recebidas.

## Balanço de baixas
No total, cerca de 47.000 soldados serviram na Divisão Azul na Rússia. Entre 4.500 e 5.000 deles foram mortos, e mais de 8.000 ficaram feridos. 321 foram feitos prisioneiros de guerra pelo exército soviético. Somente alguns poucos conseguiram sobreviver aos longos anos de privações e trabalhos forçados durante o cativeiro. Enquanto a maior parte dos soldados alemães, italianos, romenos e de outras nacionalidades foram postos em liberdade após cinco anos nos campos de internação; os prisioneiros espanhóis da Divisão Azul tiveram de esperar até 12 anos. Os poucos que sobreviveram ao tratamento sub-humano que lhes era dispensado, foram repatriados em 1954, chegando ao porto de Barcelona em 2 de abril de 1954 no agora célebre barco Semíramis.

## Condecorações
Concedidas aos soldados e aos oficiais da Divisão Azul:
- 2 Cruzes de Cavaleiro (uma com Folhas de Carvalho)
- 2 Cruzes de ouro
- 138 Cruzes de Ferro de Primeira Classe
- 2.359 Cruzes de Ferro de Segunda Classe

## Filmografia
- Embajadores en el infierno de José María Forqué, Espanha (1956).